# Nikodem Sulik
Nikodem Sulik, né le 15 aout 1893 à Stara Kamienna (powiat de Sokółka, voïvodie de Podlachie, mort le 14 janvier 1954 à Londres), est un officier général polonais.

## Biographie
D’abord militaire dans l’armée impériale russe, il rejoint l’armée de la Deuxième république de Pologne au cours de la Guerre soviéto-polonaise.
En 1939, il est commandant du régiment Sarny du KOP. Il participe à la Bataille de Kock, dont il réchappe. Il parvient à rejoindre la Résistance. Jusqu’en 1941, il commande, pour le district de Wilno, le SZP, première formation de l’armée clandestine.
En mars 1941, il est arrêté par le NKVD et déporté en URSS. Interné d'abord à la prison de Lefortovo (où il est torturé), il est ensuite transféré à la Loubianka, où il partage brièvement la cellule du général Anders. Il est libéré en vertu des accords Sikorski-Maïski d'août 1941 et se voit confier la mission de recruter pour l'armée les Polonais internés dans les camps de prisonniers de guerre. On lui donne ensuite le commandement du 13e régiment de l’armée polonaise en URSS (l’armée Anders), jusqu’en 1943. La même année, il est placé à la tête de la 7e Division d’infanterie polonaise.
Après le transfert de l’armée polonaise en Iran, Nikodem Sulik est placé à la tête de la 5e division d'infanterie des Confins du Deuxième corps polonais sous le commandement du général Anders. Il participera avec cette unité à la Campagne d'Italie et s’illustrera à la Bataille du Monte Cassino. Il est promu général de brigade le 1er mars 1944.
À la fin de la guerre, il restera en exil au Royaume-Uni.
Il avait utilisé plusieurs pseudonymes dont les plus connus sont Ładyna et Sarnowski.

## Honneurs et distinctions
- Virtuti Militari
- Polonia Restituta (à titre posthume)

## Sources et références
1. ↑   Mémoires du général Anders, p. 71 et 74
2. ↑  Mémoires du général Anders, p. 96

- (en)http://generals.dk/general/Sulik/Nikodem/Poland.html, Steen Ammendrop

- (en) Cet article est partiellement ou en totalité issu de l’article de Wikipédia en anglais intitulé « Nikodem Sulik » (voir la liste des auteurs).
- Plaquette rédigée en 2005 par l'Association des anciens combattants polonais en France (sous la direction de Janusz Zieliński) pour l'exposition Les Polonais sur les fronts de la IIe Guerre mondiale, à la mairie du 15e Arrondissement de Paris